# Ashton Gate Stadium
Ashton Gate Stadium är en fotbolls- och rugbyarena i sydvästra Bristol i Storbritannien. Arenan har en kapacitet på 27 000 åskådare och är hemmaarena för Bristol City och Bristol Rugby.
På marken där arenan i dag ligger har fotboll spelats sedan 1880-talet. Ett lag kallat Southville FC hade sin hemmaplan där 1887, de bytte senare namn till Bedminster FC, uppgick i Bristol South FC och flyttade till deras hemmaplan innan de 1904 återvände till planen i Ashton Gate under namnet Bristol City. Arenan byggdes långsamt ut under de följande åren och 1913 spelades där en landskamp mellan England och Wales. Den första stora ombyggnaden gjordes 1928 då en ny takförsedd läktare byggdes på sydöstra sidan, den döptes till Wedlock Stand efter Billy Wedlock som spelade för Bristol City mellan 1900 och 1921. Publikrekordet för Ashton Gate sattes 1935 när 43 335 åskådare såg Bristol City spela en FA-cupmatch mot Preston North End FC.
1958 byggdes en ny huvudläktare (Williams Stand, efter tidigare ordföranden Des Williams) och 1970 byggdes Dolman Stand (efter ordföranden Harry Dolman) på motsatt sida planen. Den norra ståplatsläktaren revs 1994 och ersattes av den nya läktaren Ateyo Stand (efter John Ateyo, Bristol Citys meste målgörare), samtidigt byggdes sittplatser i resten av Ashton Gate.
Mellan 2014 och 2016 totalrenoverades arenan, Wedlock Stand och Williams Stand revs och ersattes av South Stand och Lansdown Stand (efter arenans ägare Stephen Lansdown), de två andra läktarna renoverades. Publikkapaciteten utökades från 21 000 till 27 000.